# Krasnodęby-Rafały
Krasnodęby-Rafały [pronunciación en polaco: /krasnɔˈdɛmbɨ raˈfawɨ/] es un pueblo ubicado en el distrito administrativo de Gmina Sokołów Podlaski, dentro del Condado de Sokołów, Voivodato de Mazovia, en el este de Polonia central. Se encuentra aproximadamente a 7 kilómetros al sureste de Sokołów Podlaski y a 93 kilómetros al este de Varsovia.